# Pete Ham
Peter William Ham (27. dubna 1947 Swansea – 24. dubna 1975 Woking) byl velšský zpěvák, skladatel a kytarista. Proslavil se především jako zpěvák a skladatel rockové skupiny Badfinger. V roce 1973 získal dvě ceny Ivor Novello.

## Životopis
Narodil se ve Swansea ve Walesu. Byl nejmladším dítětem Williama a Catherine (rozené Tannerové) Hamových. Měl tři sourozence
V roce 1961 založil skupinu The Panthers. Po příchodu nových členů se skupina přejmenovala na The Iveys. V roce 1968 skupinu objevil manažer Mal Evans, který kapelu dostal až do nahrávací společnosti Apple Records. Následně se skupina přejmenovala na Badfinger. Písně skupině psal například Paul McCartney nebo George Harrison.
Vydali několik alb a písní. Mezi nejznámější patří „No Matter What“, „Day After Day“ a „Baby Blue“.
Byl ve vztahu s Anne Fergusonovou, která byla v době jeho sebevraždy v osmém měsíci těhotenství. Žili v Surrey. Posmrtně se mu narodila dcera Petera, která od roku 2013 žije ve skotském Glasgow.
V noci 23. dubna 1975 mu byly ukradeny všechny peníze, které měl ve Spojených státech. Později té noci se setkal s Tomem Evansem a společně šli do hospody v Surrey. Brzy ráno jej Evans odvezl domů. Ve stejný den spáchal sebevraždu oběšením ve svém garážovém studiu ve Wokingu. Stalo se tak pouhé tři dny před svými 28. narozeninami. Nechal po sobě dopis na rozloučenou.
V posledních měsících života se u něj projevovaly příznaky deprese a sebepoškozování.
Byl zpopelněn a rozptýlen v jeho oblíbené zahradě. Skupina Badfinger se brzy poté rozpadla. Jeho přítel a člen kapely Badfinger o několik let později rovněž spáchal sebevraždu.
V roce 2013 byla v jeho rodném městě Swansea odhalena pamětní deska.

## Diskografie

#### The Iveys
- Maybe Tomorrow (1969)

#### Badfinger
See also: Badfinger § Discography
- Magic Christian Music (1970)
- No Dice (1970)
- Straight Up (1971)
- Ass (1973)
- Badfinger (1974)
- Wish You Were Here (1974)
- Head First (2000, recorded in 1974)

#### Sólová kariéra
- 7 Park Avenue (1997)
- Golders Green (1999)
- The Keyhole Street Demos 1966–67 (2013)
- No, Don't Let It Go/You're Such a Good Woman (2013 - single)
- Demos Variety Pack (2022 - demos compilation)
- Misunderstood (2023)
- Gwent Gardens (2023)